# 鍾佳濱
鍾佳濱（1965年2月23日—），中華民國政治人物，民主進步黨籍，現任立法委員，生於屏東縣屏東市，曾任民進黨副秘書長、國民大會代表、屏東縣副縣長、民主進步黨立法院黨團書記長。2016年投入屏東縣第二選舉區立委選舉，擊敗中國國民黨的王進士而當選；2020年、2024年連任成功。

## 早年
鍾佳濱出生屏東的客家人，就讀國立臺灣大學歷史學系時加入台大大陸社，並且在就讀台大期間曾經於1986年參與校園民主與言論自由的學生運動，並擔任幹部。
之後鍾佳濱曾擔任新國會聯合研究室主任，1992年加入外省人台灣獨立促進會，1993年高植澎擔任澎湖縣長時出任縣長機要秘書；之後鍾佳濱曾擔任外省人台灣獨立促進會秘書長，1996年代表民主進步黨參選屏東縣國民大會代表並當選。
1996年5月10日，鍾佳濱、民進黨文宣部副主任周奕成、民進黨選舉對策委員會副執行長陳俊麟、外省人台灣獨立促進會秘書長田欣、民進黨籍國大代表鄭麗文及段宜康等人聯合發動連署，公布《台灣獨立運動的新世代綱領》。
鍾佳濱之後曾出任屏東縣長蘇嘉全的秘書，在2000年陳水扁當選總統後擔任過行政院文建會參事；後轉任文建會主委辦公室秘書。2002年李應元參選台北市長時，鍾佳濱出任其競選辦公室主任。2004年，出任民進黨副秘書長。2005年底，辭去民進黨副秘書長職務，為民進黨屏東縣長候選人曹啟鴻輔選；曹啟鴻當選後，鍾佳濱出任屏東縣政府縣長室機要秘書。2006至2014年，擔任屏東縣副縣長。
2006年6月，鍾佳濱在《天下雜誌》表示，1996年後，「民進黨已經把大部分的力氣放在如何經營選舉、如何取得政權」；2000年民進黨成為執政黨以後不知如何與陳水扁政府權力核心互動，以往被視為有反省力的民進黨中央黨部如今依偎在大總統的權力下，民進黨縣市長「每個都要嘴巴開開，跟上頭要錢」，黨內的改革聲音出不來。

## 從政

### 立法委員時期
2016年1月16日，鍾佳濱以得票數76,204票贏過中國國民黨籍立法委員候選人王進士的68,815票，以得票率52.54%當選第九屆立法委員，攻下長年國民黨把持的第二選舉區並將最後一塊拼圖補上，完成屏東的全面綠化。
2023年4月21日，鍾佳濱從民進黨屏東縣立委初選中勝出，成功挑戰競選連任。
2024年4月18日，於擔任司法及法制委員會主席時，因國民黨立委羅智強提出散會動議，柯建銘發言，解釋民進黨團15日提出40次散會動議，是因國民黨籍吳宗憲沒收發言權，沒有按照程序來、一路輾壓，民進黨團只能提出散會動議反制，以制止藍委的「惡行」。
2024年5月17日，立法院就國會改革的法案進行表決，民進黨立委在宣佈二讀的時候衝擊議場主席台，與台上的國民黨黨團立委爆發激烈衝突，期間國民黨女性立委陳菁徽遭到鍾佳濱奮力一躍飛撲撞擊後，重心不穩被連拉帶抱反摔倒地，導致陳菁徽身體大面積瘀青，陳菁徽事後指控鍾佳濱性騷。鍾佳濱隨後向陳菁徽道歉，但是遭外界質疑在他道歉的態度中毫無悔意，且依然堅稱是因自己是爬上主席台的時候不慎踩到紙張滑倒。
另外2024年12月20日，鍾佳濱因有一位抗議群眾昏倒於警方所圍的鐵護欄，因此以油壓剪破壞警方所圍起的鐵護欄，讓救護車方便進入。
2025年1月13日，國民黨立委吳宗憲於質詢時點名鍾佳濱曾參與野百合學運，然而鍾回覆當時其在當兵不在現場。媒體人黃揚明質疑鍾佳濱在選舉公報及立法院等網站中皆自稱「野百合學運世代領袖」，批評鍾「消費野百合消費了三十年」。

## 政策立場
2016年6月，民進黨提出《私立學校法》修正草案，雖然規範私立學校董事會要有條件設立公益董事，但仍引起學生團體與教師團體不滿。由於民進黨版《私立學校法》修正草案引發社會質疑民進黨是否與私立學校業者掛勾，鍾佳濱說，「改革不能一步到位」，要「最小限度改革」。
2016年7月13日，立法院舉行《私立學校法》修正草案朝野協商，鍾佳濱等民進黨立委認為，私立學校董事會公益董事身分多元，應可勝任；若公開私立學校校務資訊，會洩漏各校招生的商業機密。鍾佳濱更以教育部部長潘文忠承諾的「公益董事將由第一線教師擔任」為由拒絕私立學校董事會增設勞工董事，宣稱「高等教育不是教育公共化」，私立學校董事會本來就能夠介入處理校務。
2017年11月27日，全國第一個以縣市為名的台鐵「屏東線便當」搶先問世，預定2018年1月2日開始販售。鍾佳濱有感於日本鐵道便當對促進地方產業及觀光助益甚大，因此與屏東縣政府、台鐵合作開發屏東線限定的臺鐵便當。
2017年11月15日，鍾佳濱提案修正《戶籍法》防止國家濫權蒐集人民臉部照片資料，以虹膜取代身分證照片。鍾佳濱主張虹膜比臉部容貌更易保密，相比戴頭罩遮掩臉部特徵，戴上太陽眼鏡避免被攝像機拍攝虹膜對民眾而言更易操作。如果公務員得直接以虹膜等容貌辨識、查驗人民身分，未來就無強制要求人民攜帶身分證之必要。台灣人權促進會15日晚間聲明3點反對理由： 草案顯已違憲、巨大的國家監控風險、釀生嚴重資安危機2017年11月16日，鍾佳濱撤回《戶籍法》修正草案。

## 事件

### 被羅廷瑋使用鎖喉攻擊
2024年5月，立法院因國會改革法案爆發肢體衝突，羅廷瑋不僅對鍾佳濱使用鎖喉攻擊，還對吳思瑤說「妳那麼老了，給我閃邊」，接著對吳思瑤和邱議瑩喊「阿姨不要吵」、「長輩不要吵」，因此被認為是使用暴力、年齡歧視以及性別歧視。

## 選舉紀錄
| 年度 | 選舉屆數               | 選舉區                          | 所屬政黨   | 得票數  | 得票率 | 當選標記   | 備註 |
| ---- | ---------------------- | ------------------------------- | ---------- | ------- | ------ | ---------- | ---- |
| 1996 | 第三屆國民大會代表選舉 | 屏東縣第二選舉區                | 民主進步黨 | 20,629  | 10.94% |            |      |
| 2016 | 第九屆立法委員選舉     | 屏東縣第二選舉區 （2008－2016） | 民主進步黨 | 76,204  | 52.55% |            |      |
| 2020 | 第十屆立法委員選舉     | 屏東縣第一選舉區                | 民主進步黨 | 119,871 | 49.55% | 選舉區重劃 |      |
| 2024 | 第十一屆立法委員選舉   | 屏東縣第一選舉區                | 民主進步黨 | 108,723 | 48.40% |            |      |

## 外部連結
- 立法院 鍾佳濱委員簡介 （页面存档备份，存于）
- 鍾佳濱的Facebook專頁
- 鍾佳濱的Instagram帳戶
- YouTube上的鍾佳濱頻道